# Assemblée législative de Norfolk
Pour les autres articles nationaux ou selon les autres juridictions, voir Assemblée législative.
L'Assemblée législative de l'île Norfolk (en anglais : Norfolk Island Legislative Assembly) est l'ancien corps législatif de l'île Norfolk, créée en 1979 et dissoute en 2015.

## Composition
L'Assemblée est composée de neuf membres élus pour un mandat de trois ans. Tous les sièges sont détenus par des élus indépendants.

## Histoire
L'Assemblée est créée en 1979 en vertu du Norfolk Island Act qui établit le statut d'autonomie limitée du territoire.
Afin de régler la situation de faillite du territoire, le gouvernement australien fait adopter une loi abolissant le statut d'autonomie qui entre en vigueur le 18 juin 2015. L'Assemblée est donc dissoute à cette date et est remplacée par le Conseil régional en juillet 2016.